# سیکیو ری
سیکیو ری (انگلیسی: Seikyu Ri; ۱ ژانویهٔ ۱۹۱۱ – ۱۴ اکتبر ۲۰۰۲) بازیکن بسکتبال اهل ژاپن بود.